# شهرستان نشان
ناحیهٔ نشان (به ازبکی: Nishon District) یک منطقهٔ مسکونی در ازبکستان است که در ولایت کشک‌دریا واقع شده‌است.